# هورباخ (وستروالدکرایس)
هورباخ (به آلمانی: Horbach) یک شهر در آلمان است که در وستروالدکرایس واقع شده‌است. هورباخ ۷۱۷ نفر جمعیت دارد.